# 株トレーダー瞬
『株トレーダー瞬』（かぶトレーダーしゅん）は、カプコンより発売された株式をテーマとしたアドベンチャーゲーム。ハードはニンテンドーDS。2007年6月7日に発売。

## ゲームシステム
ゲームは大まかにアドベンチャーパートとトレードパートに分かれている。アドベンチャーパートではマップを移動してキャラクターと会話したり、トレーダーショップで各種のアイテムを購入したりと一般的なアドベンチャーゲームと同様のことができる。トレードパートはこのゲームの特長である株式売買を行うパートで、1人で行う通常のソロトレードの他に、他者と1対1で対戦を行うバーサストレードがある。またトレードの目的は多岐にわたり、一定の金額を稼ぐというような一般的なものから、空売りのみで儲ける、相手より先に8回利確を行うといった変則的な目標が提示されることがある。

## キャラクター
相場瞬（あいば しゅん）
声 - 柳井久代
本作の主人公。性格は前向きで明るく、頭の回転が速い。トレーダーを目指すため奈良崎の下へと弟子入りする。伝説の相場師と呼ばれた相場一平（あいば いっぺい）を父に持つが、彼は突如失踪してしまう。
奈良崎透（ならさき とおる）
声 - 江原正士
瞬に株のいろはを教える先生。現在最高のトレーダーとして知られている。高校中退後、ありとあらゆる株の本を読み漁り、トレードに関する理論を研究。その最中、一平と出会い、彼に弟子入りする。
桐神楽花子（きりかぐら はなこ）
声 - 鹿野優以
奈良崎の弟子で実家は大手証券会社の創業者の実系。瞬にやたらとつっかかってくる。奈良崎に恋心を抱いている。
囲後（いご）
声 - 川津泰彦
元相撲取りだが、デビュー直前に怪我のため引退。それ以降、山笛の付き人をしている。
山笛（やまぶえ）
声 - 緒方賢一
一部で知名度のある株界の重鎮。昔は派手な相場師で有名だった。

## スタッフ
- ディレクター：安藤行男
- プロデューサー：北林達也

## 関連商品
- 『株トレーダー瞬 オリジナル・サウンドトラック』セルピュータ、7月18日発売[2]。